# Revetal
Revetal è un villaggio della Norvegia, situato nella municipalità di Tønsberg, nella contea di Vestfold.